# Sherwood Manor
 (août 2025).
Si vous disposez d'ouvrages ou d'articles de référence ou si vous connaissez des sites web de qualité traitant du thème abordé ici, merci de compléter l'article en donnant les références utiles à sa vérifiabilité et en les liant à la section « Notes et références ».
Sherwood Manor est une census-designated place située dans les limites d'Enfield dans le comté de Hartford au Connecticut (États-Unis). Lors du recensement de 2010, Sherwood Manor avait une population totale de 5 689 habitants.

## Géographie
Selon le Bureau du Recensement des États-Unis, la superficie de la ville est de 8,1 km2, dont 8,1 km2 de terres et 0,0 km2 de plans d'eau (soit 0,00 %).

## Démographie
D'après le recensement de 2000, il y avait 5 689 habitants, 2 184 ménages, et 1 644 familles dans la ville. La densité de population était de 701,8 hab/km2. Il y avait 2 230 maisons avec une densité de 275,1 maisons/km2. La décomposition ethnique de la population était : 96,47 % blancs ; 1,14 % noirs ; 0,05 % amérindiens ; 1,07 % asiatiques ; 0,00 % natifs des îles du Pacifique ; 0,47 % des autres races ; 0,79 % de deux ou plus races. 1,83 % de la population était hispanique ou Latino de n'importe quelle race.
Il y avait 2 184 ménages, dont 28,5 % avaient des enfants de moins de 18 ans, 65,0 % étaient des couples mariés, 7,4 % avaient une femme qui était parent isolé, et 24,7 % étaient des ménages non-familiaux. 19,6 % des ménages étaient constitués de personnes seules et 8,4 % de personnes seules de 65 ans ou plus. Le ménage moyen comportait 2,60 personnes et la famille moyenne avait 3,01 personnes.
Dans la ville la pyramide des âges était 22,6 % en dessous de 18 ans, 6,0 % de 18 à 24, 28,9 % de 25 à 44, 26,9 % de 45 à 64, et 15,5 % qui avaient 65 ans ou plus. L'âge médian était 40 ans. Pour 100 femmes, il y avait 94,4 hommes. Pour 100 femmes de 18 ans ou plus, il y avait 93,2 hommes.
Le revenu médian par ménage de la ville était 56 641 dollars US, et le revenu médian par famille était $62 019. Les hommes avaient un revenu médian de $46 118 contre $32 500 pour les femmes. Le revenu par habitant de la ville était $24 839. 1,6 % des habitants et 1,1 % des familles vivaient sous le seuil de pauvreté. 0,5 % des personnes de moins de 18 ans et 3,3 % des personnes de plus de 65 ans vivaient sous le seuil de pauvreté.